# (5706) Finkelstein
(5706) Finkelstein est un astéroïde de la ceinture principale.

## Description
(5706) Finkelstein est un astéroïde de la ceinture principale. Il fut découvert le 23 septembre 1971 à Naoutchnyï par l'observatoire d'astrophysique de Crimée. Il présente une orbite caractérisée par un demi-grand axe de 3,13 UA, une excentricité de 0,19 et une inclinaison de 1,6° par rapport à l'écliptique.

## Compléments